# Potápěčské hodinky

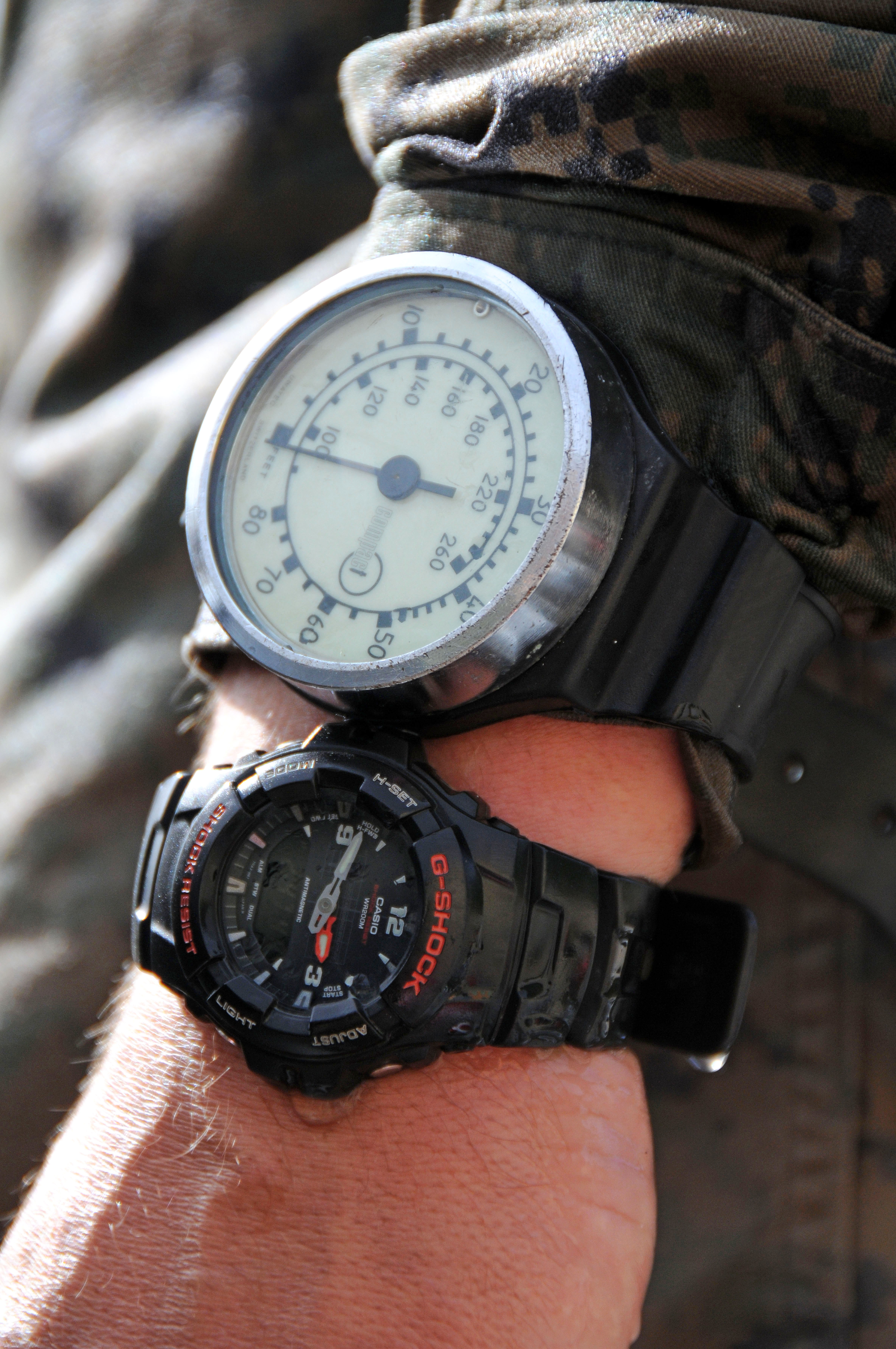
Příslušník US Marine s kombinací hodinek (Casio G-Shock) a hloubkoměru

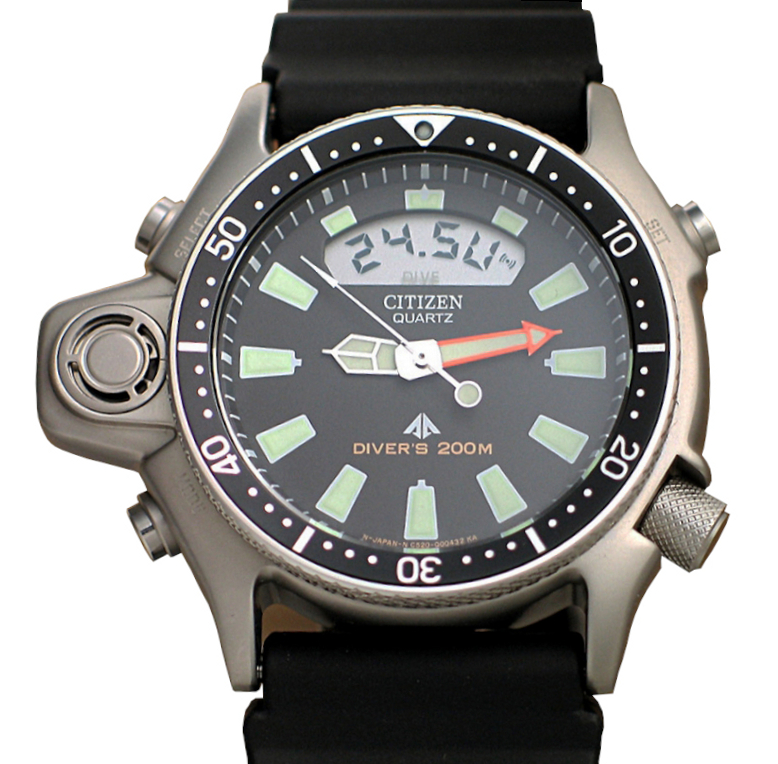
Potápěčské hodinky Citizen Promaster Aqualand. Typická je robustní konstrukce, otočná luneta, luminiscenční zvýraznění indexů. Hodinky obsahují i zařízení na měření tlaku vody

Potápěčské hodinky jsou hodinky, které svoji konstrukcí umožňují potápěči sledování času při potápění. Proto musí potápěčské hodinky splňovat jistou míru vodotěsnosti, tedy schopnost odolat zvýšenému tlaku ve vodních hloubkách, případně i další požadavky (jako čitelnost v hloubce, kam proniká méně světla i ve dne apod.). Existuje mezinárodní standard ISO 6425 (poslední vydání z roku 1996), který specifikuje požadavky na potápěčské hodinky a metodiku testování těchto hodinek (hodinky splňující tuto normu mohou mít na ciferníku napsáno „DIVER’S (WATCHES)“, tj. „potápěčské hodinky“).
Teprve od 20. století začali dosahovat výrobci dobrých výkonů, co se vodotěsnosti hodinek týče (Rolex Oyster představený 1926, Omega Marine představený roku 1932), na základě objednávky Regia Marina byl v roce 1936 představen model Radiomir (vyráběny firmami Rolex a Panerai), který obsahoval luminiscenční prvky podporující čtení ve tmě. Jeden z prvních plných potápěčských modelů hodinek byl Fifty Fathoms francouzského výrobce Blancpain.
S novými technologiemi potápěčské hodinky nahradily potápěčské počítače, zařízení, která měří jak čas, tak hloubku a dokáží spočítat časy pro bezpečný výstup z ponoru.

## Technologie

### Pouzdro
Pouzdra potápěčských hodinek musí splňovat odolnost proti tlaku a odolnost proti korozivnímu působení vody (zejména mořské). Proto se užívají materiály: ocel třídy 316L nebo 904L, dále titan, keramika, syntetické pryskyřice a plasty. Z požadavku ISO 6425 vyplývá nutnost splnit nejnižší stupeň antimagnetické ochrany a musí mít protiotřesovou ochranu.

### Indikátor uplynulého času
Potápěčské hodinky musí zahrnovat nástroje na sledování uplynulého času od ponoru. Digitální hodinky zpravidla umožňují užití běžných stopek. Mechanické analogové potápěčské hodinky pro indikaci uplynulého času užívají otočnou lunetu. Luneta je označena 60 díly, přičemž potápěč nastaví při ponoru nulu na minutovou ručičku. Potápěčské lunety musí být otočné pouze jednosměrně (proti směru ručiček), přičemž některé hodinky umožňují lunetu zamykat.

### Sklíčko
Na sklíčka se užívá vesměs obvyklých materiálů, akrylát, tvrzené sklo, syntetický safír, nicméně bývá robustnější, větší tloušťky.

### Korunka

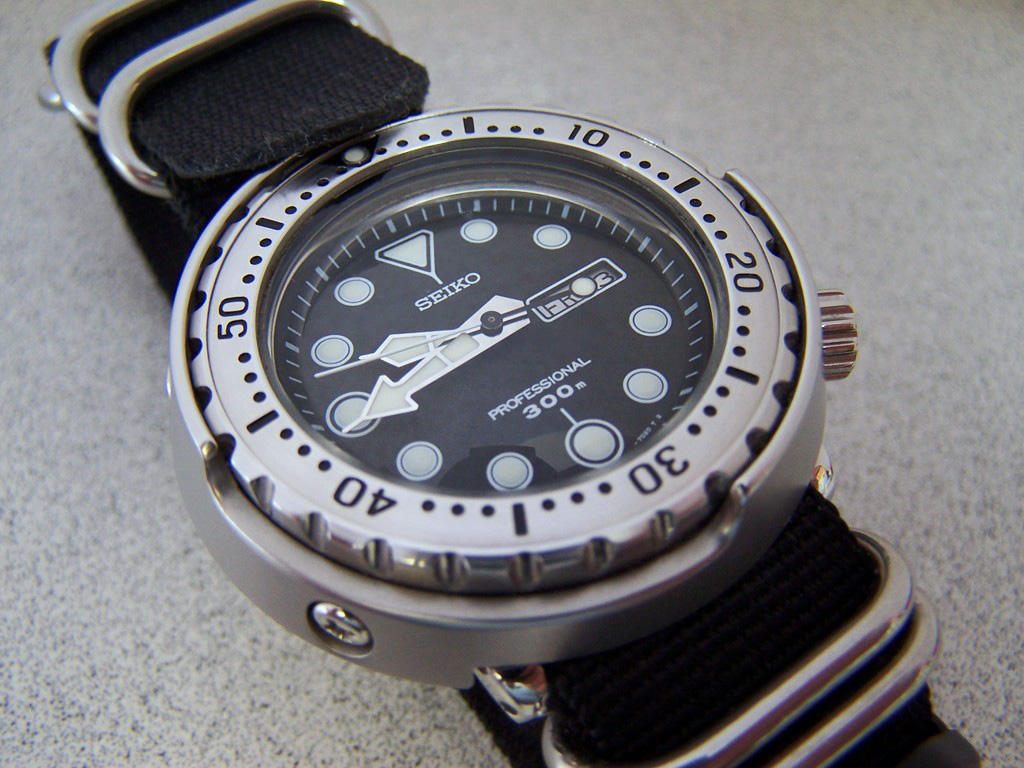
Potápěčské hodinky Seiko, korunka na pozici 4

Napojení korunky na pouzdro představuje slabinu konstrukce, kudy může do hodinek proniknout voda, proto je ošetřeno zvláštním technologickým řešením. Některé hodinky mají standardní korunku se značně zesíleným těsněním, nicméně častější je šroubovací korunka (přišroubovaná na pouzdro, takže aby se mohla užít, musí se vyšroubovat). Oproti společenským hodinkám jsou potápěčské korunky také robustnější, proto mohou být umístěny na pozici 4. hodina, 8. hodina, 9. hodina.

### Tlačítka
Na rozdíl od korunky, tlačítka nejsou nutnou součástí hodinek, nicméně u hodinek, které je mají přidávají důležitou možnost ovládat hodinky pod vodou (korunku není možné pod vodou užívat), i tlačítka mohou být šroubovací. Mezi známé hodinky potápěčské s tlačítky ovladatelnými pod vodou patří Breitling Avenger Seawolf Chronograph a Sinn U1000.

### Řemínek a náramek

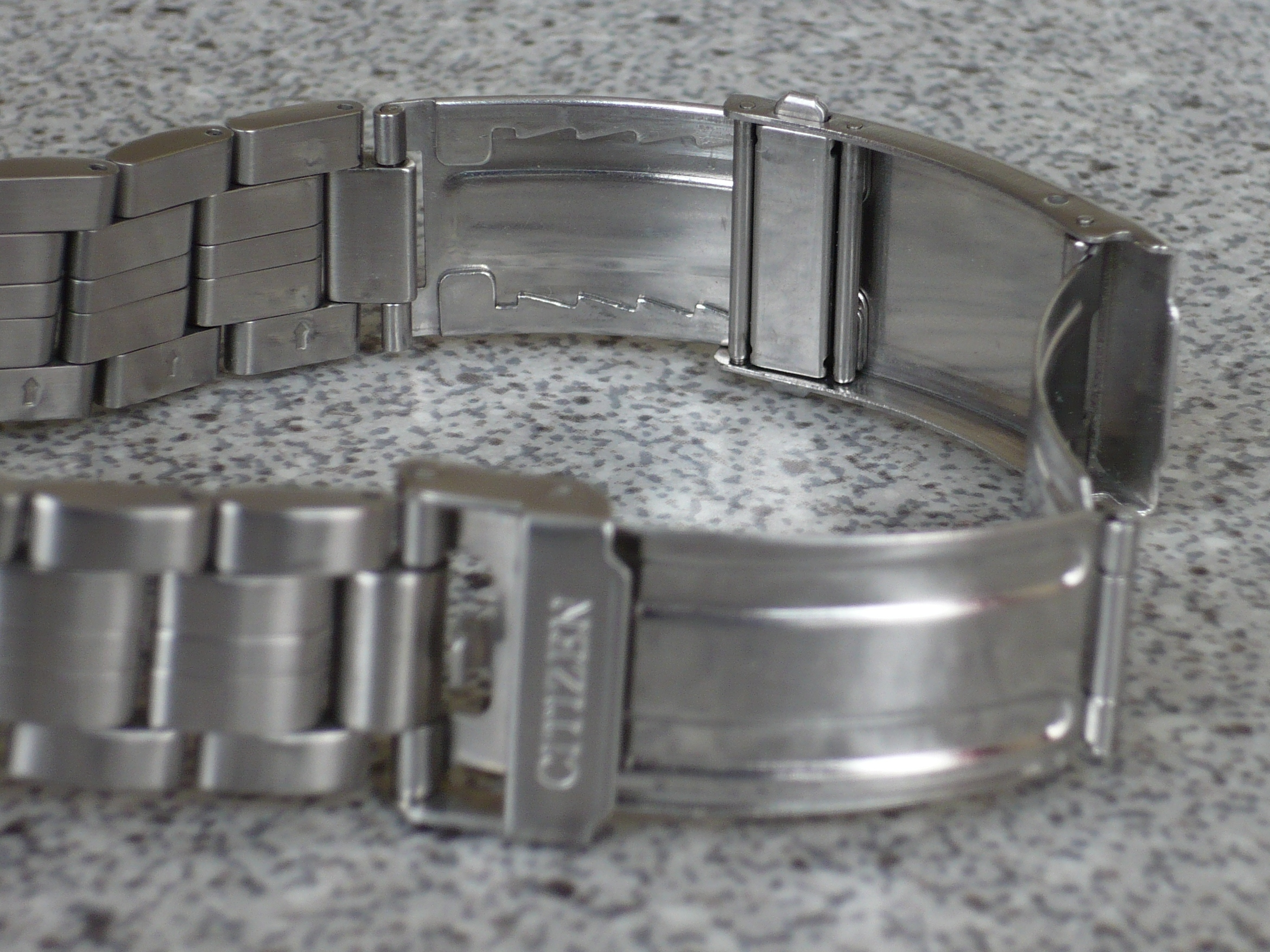
Spona kovového náramku obsahující extenzi

U hodinek určených pro užití ve vodě se omezují materiály na ty, které odolávají vodním vlivům (příliš se neuplatňuje kůže, i když i s ní se lze setkat zejména u historických modelů). U řemínků a náramků se zpravidla počítá se možností nasadit hodinky přes potápěčský rukáv, tedy jsou o něco delší, než by bylo nutné pro denní nošení. U náramků je často potápěčská extenze, tedy řešení, které umožňuje pevně nastavený náramek jednorázově prodloužit a zkrátit o několik centimetrů.

### Čitelnost

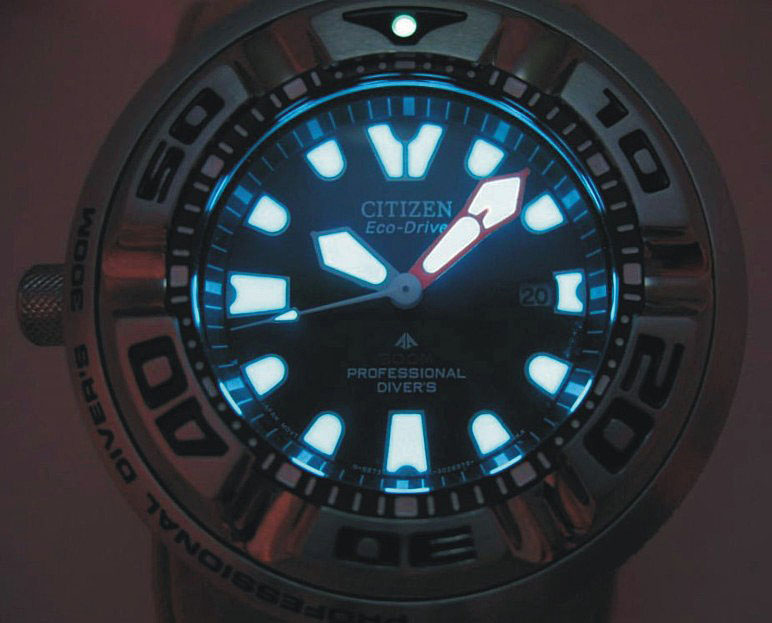
Ciferník potápěčských hodinek za tmy, důležité jsou velké indexy, umožňující orientaci ciferníku, jednoznačně odlišitelné ručičky

Analogové potápěčské hodinky mají řešený ciferník, tak aby byl čitelný za tmy a za malého osvětlení. To se děje za užití fosforescenční barvy (případně plynových kapslí) aplikované na indexy a ručičky.

### Heliový ventil
Pro potápění s dýchacími směsi obsahující helium se u některých hodinek montuje heliový únikový ventil. Toto zařízení umožňuje při stoupání z hloubky upouštět helium, které se do hodinek dostal během výdechů (heliem v hodinkách vzniká přetlak, který při poklesu okolního tlaku vody by mohl způsobit vystřelení sklíčka).